# Саттер, Триста
Три́ста Нико́ль Са́ттер (англ. Trista Nicole Sutter), в девичестве — Рен (англ. Rehn; 28 октября 1972, Индианаполис, Индиана, США) — американская телевизионная персона.

## Биография
Триаста Николь Рен родилась 28 октября 1972 года в Индианаполисе (штат Индиана, США) в семье Стэна и Роузанн Рен. В настоящее время Триста проживает в Игл-Каунти, штат Колорадо.
Заняла второе место в первом сезоне реалити-шоу «Холостяк» телеканала «ABC», прежде чем стать звездой первого сезона реалити-шоу того же канала «The Bachelorette».
С 6 декабря 2003 года Триста замужем за телевизионной персоной Райаном Саттером. У супругов есть двое детей — сын Максвелл Элстон Саттер (род. 26.07.2007) и дочь Блейксли Грейс Саттер (род. 03.04.2009).